# Ванкуверська публічна бібліотека
Ванкуверська публічна бібліотека (англ. Vancouver Public Library, «VPL») — публічна бібліотечна система міста Ванкувера, Канада. За 2013 рік бібліотека зареєструвала понад 6,9 млн відвідувань, на руки було взято близько 9,5 млн одиниць зберігання — книг, дисків, журналів, електронних книг тощо. Користувачі бібліотеки обслуговуються за 22 різними адресами, а також через інтернет. Бібліотека налічує близько 428 тисяч активних читачів, й таким чином займає третє місце за розміром серед публічних бібліотек Канади.

## Історія

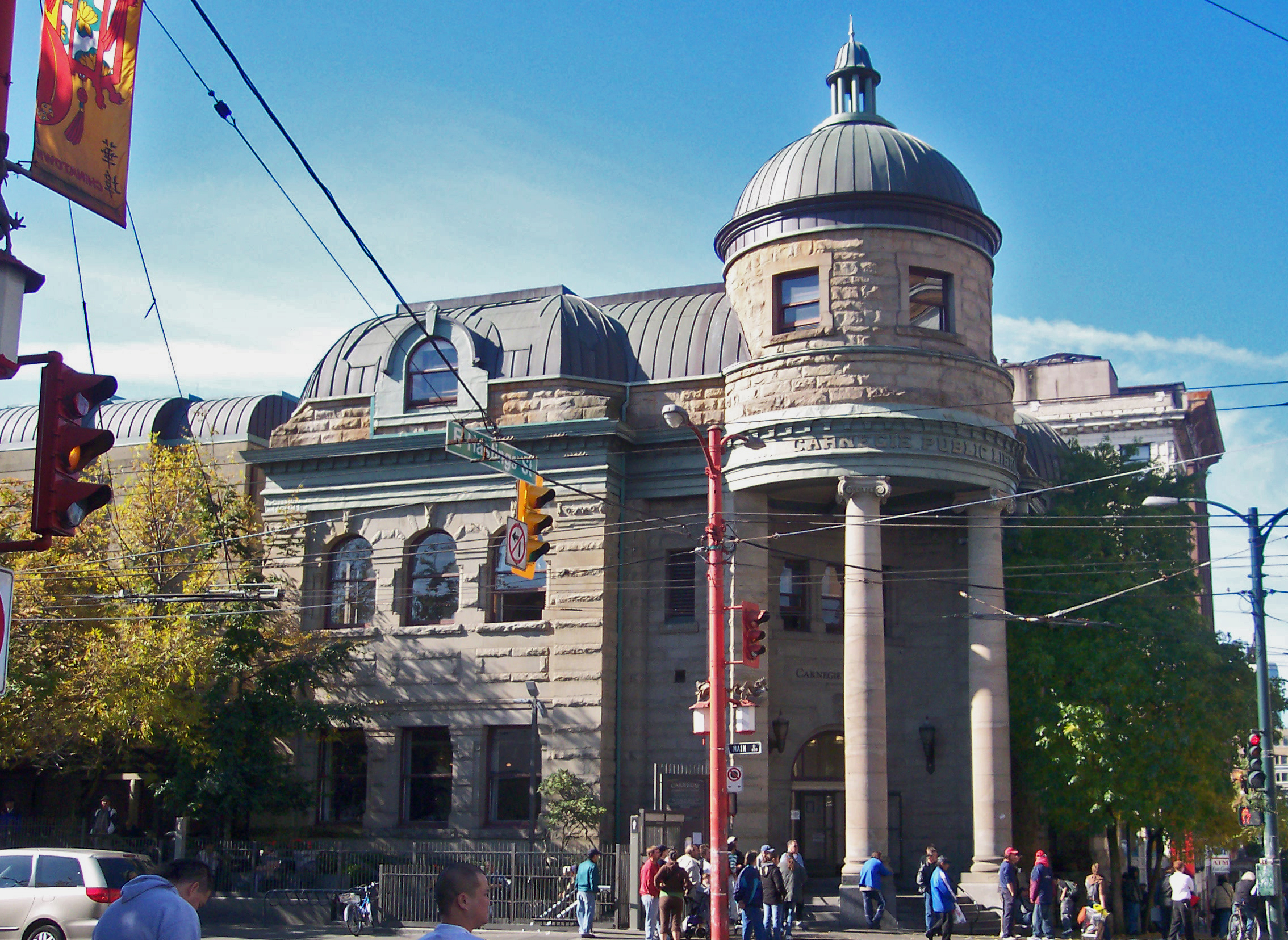
Бібліотека Карнеґі

У січні 1869 року завідувач лісопильні Гастінгс-Мілл, Дж. А. Реймур, відкрив «Нью-Лондонський інститут механіки», до складу якого входили кімната для нарад та бібліотека для працівників лісопильні. У березні 1869 році інститут був перейменований на честь контр-адмірала Джорджа Фоулера Гастінгса і отримав назву Гастінзького літературного інституту. Документи цього закладу не збереглися, але відомо, що членство в ньому здійснювалося за передплатою. Інститут продовжував функціонувати до 6 квітня 1886 року, коли район Гранвіль увійшов до складу Ванкувера.
Після великої пожежі у Ванкувері 13 червня 1886 року 400 книг з колекції Гастінзького літературного інституту, що припинив своє існування, були передані новоствореному Ванкуверскому читальному залу. У грудні 1887 року зал відкрився за адресою Вест-Кордова-стріт, 144, над господарським магазином «Томас Данн і К°». Деколи його називали також Ванкуверською вільною бібліотекою.
До кінця 1890-х років приміщення Залу в будівлі YMCA (район Західний Гастінгс) стало затісним для нових відвідувачів. В цей час американський промисловець і філантроп Ендрю Карнеґі пожертвував багатьом містам гроші на будівництво бібліотек. 1901 року влада Ванкувера звернулися до нього з проханням виділити гроші, щоб спорудити в місті нову бібліотеку. Карнеґі погодився пожертвувати 50 тисяч доларів за умови, що місто надасть вільну землю і буде виділяти на бібліотеку 5 тисяч доларів в рік. Між заходом і сходом Ванкувера негайно спалахнула суперечка, де слід розмістити нову будівлю. За результатами плебісциту було обрано ділянку землі на Гастінгс-стріт та Вестмінстер-стріт (нині Мейн-стріт), по сусідству з першою міською ратушею.
29 березня 1902 року члени Великої ложі масонського ордену заклали наріжний камінь будівлі, під який вони помістили масонські документи, копію міського Акта про об'єднання, списки різних чиновників, а також зразки поштових марок і монет, що перебували тоді в обігу. Будівлю було споруджено в неороманському стилі за проєктом ванкуверского архітектора Джорджа Гранта. Його прикрашали іонічний портик, увінчаний куполом, і французький дах з мансардою. Граніт для фундаменту був доставлений з фіорду Індіан-Арм, пісковик для стін завтовшки 10 дюймів — з острова Габріола. Витончені гвинтові сходи з мармуру виготовив завод «Albion Iron Works» у Вікторії; на їхнє створення було витрачено 2 279 000 доларів та 4485 кг заліза і сталі. Великий вітраж і три менших вікна під ним були виготовлені в майстерні Н. Т. Ліона в Торонто. На вітражі зображені Мільтон, Шекспір, Спенсер, Бернс, Скотт і Мур. Троє нижніх вікон прибрали 1958 року, коли будівлю бібліотеки було перетворено на музей, довгий час вони зберігалися в запасниках. 1985 року їх повернули на місце. Стелі і стіни бібліотеки були виготовлені з твердої деревини, підлоги — з дуба. У бібліотеці були спеціальні читальні зали для жінок і дітей, шахова кімната, кімната для читання газет, картинна галерея, лекційний зал, на третьому поверсі розташовувалася «Художня, історична і наукова асоціація» (нині музей Ванкувера). Бібліотека відкрилася в листопаді 1903 року. Сьогодні ця будівля використовується переважно як центр спільноти жителів східного Даунтауна.

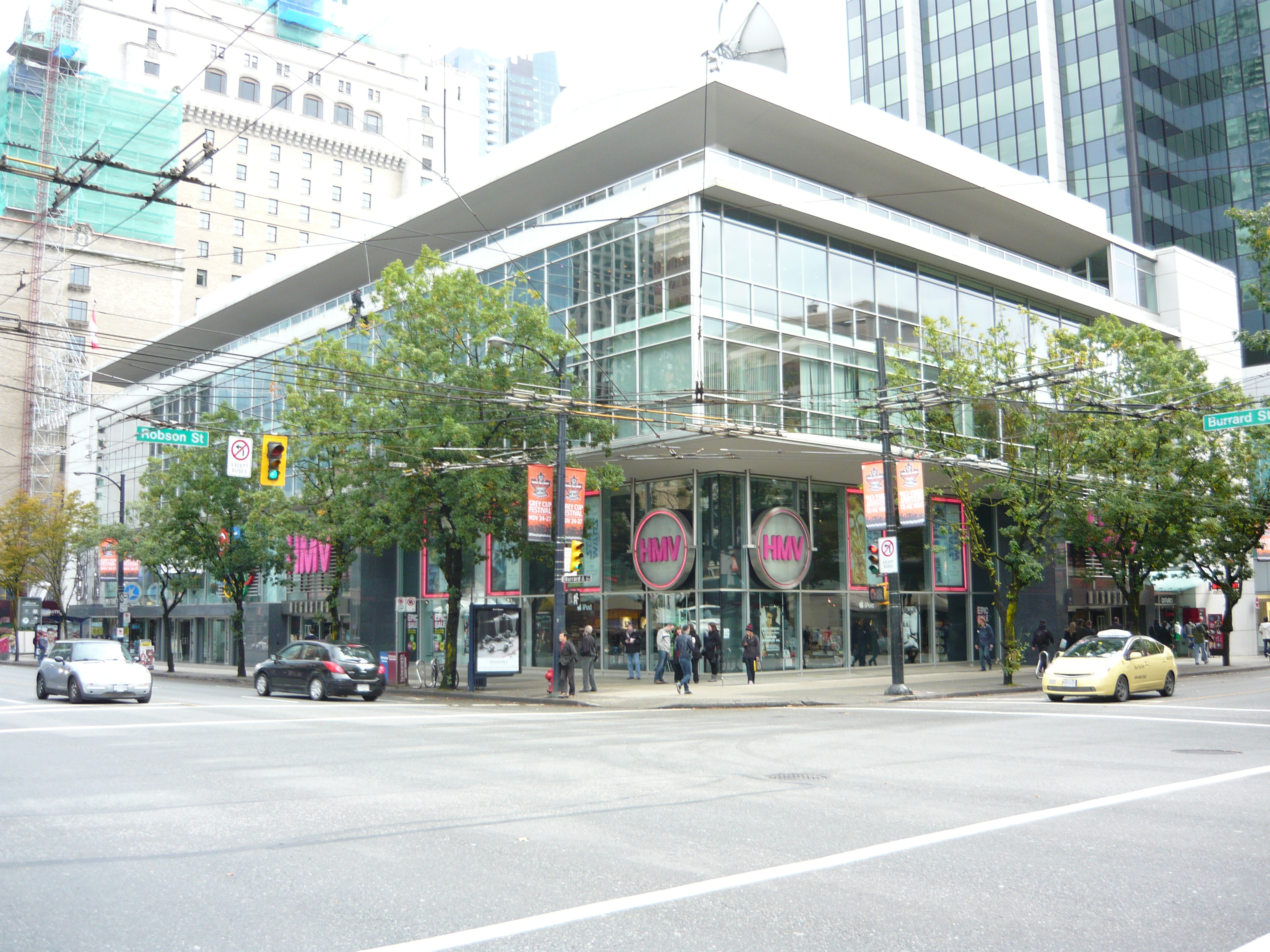
Колишня бібліотека на Беррард-стріт

Сама бібліотека розміщувалася в будівлі на Гастінгс-стріт і Мейн-стріт до 1957 року, а потім переїхала в нову будівлю на Беррард-стріт, 750. Переїзд відбувся у жовтні, а 1 листопада 1957 року відбулося урочисте відкриття нової будівлі. Тут бібліотека перебувала до 22 квітня 1995 року, після чого стала готуватися до переїзду в нову будівлю на Лайбрері-сквер (Вест-Джорджія-стріт, 350). Будівництво цього корпусу, розташованого в Даунтауні, коштувало 106,8 млн канадських доларів. Нова бібліотека відкрилася 26 травня 1995 року й стала центральним відділенням бібліотеки.

## Центральне відділення і Лайбрері-сквер

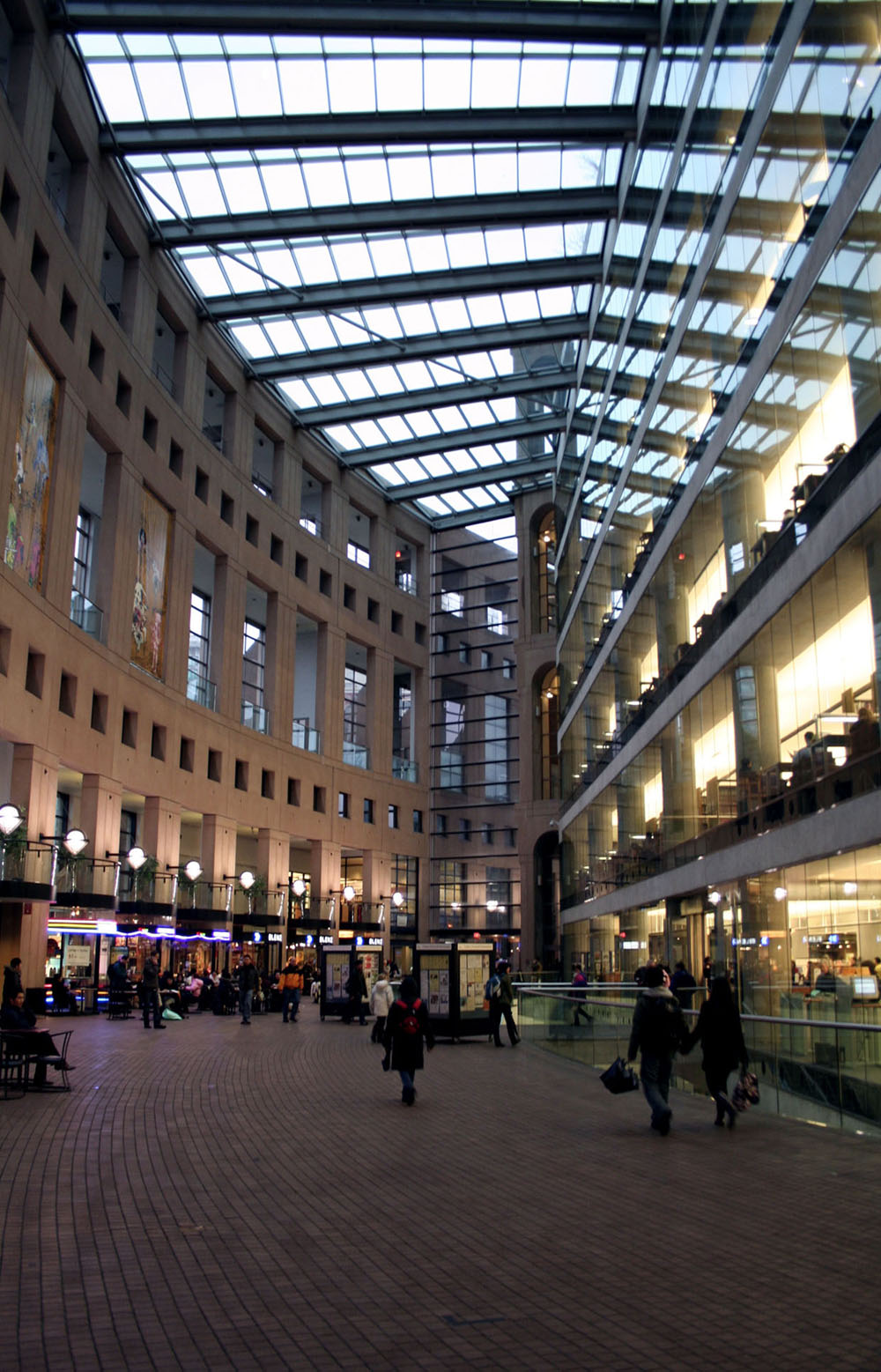
Вестибюль центрального відділення

Лайбрері-сквер — це комплекс у Даунтауні Ванкувера, до якого входить центральне відділення Ванкуверської бібліотеки, вежа федерального уряду і низка закладів. Зовні він нагадує римський Колізей. У центрі комплексу знаходиться дев'ятиповерхова прямокутна будівля, в якій розміщується книгосховище і бібліотечні служби. Його оточує вигнутий мур з колонадою, де розташовані читальні зали; вони з'єднані з головним корпусом містками, прокладеними під скляним дахом. Такий же дах вкриває просторий зал східної частини комплексу, що знаходиться між будівлею бібліотеки та інший виігнутим муром. Він править за вхідний вестибюль.
Будівництво Лайбрері-сквер стало наймасштабнішим проєктом за всю історію Ванкувера. Рішення спорудити цей комплекс було прийнято на референдумі в листопаді 1990 року. Місто провело конкурс архітектурних робіт, на якому переміг найрадикальніший варіант, запропонований Моше Сафді та фірмою «DA Architects». За домовленістю з федеральним урядом у проєкт включили 21-поверхову вежу з офісами, яку уряд взяв у оренду на тривалий термін; в обмін уряд надав землю і гроші для будівництва. Комплекс був споруджений у 1993—1995 роках. Вежу донині використовує федеральний уряд.
Крім центрального відділення бібліотеки і федеральної вежі, комплекс включає в себе кілька магазинів, ресторанів, а також підземну парковку. На даху бібліотеки розташований сад, який спроєктувала канадська дизайнерка Корнелія Оверлендер (недоступний для відвідування).

### Статистика
Будівля бібліотеки (разом зі сховищами, відділом для дітей та парковкою):
- 9 поверхів
- площа — 37 тисяч м2
- 1,3 млн книг, періодичних видань тощо, які можуть переміщатися в будинку за допомогою горизонтальних і вертикальних конвеєрів;
- 51 км кабелю
- понад 1200 сидячих місць
- приблизна вартість — 107 млн канадських доларів

Федеральна вежа:
- приблизна вартість — 50 млн канадських доларів

## Послуги
- Служба інформаційного пошуку
- Доступ до повнотекстових баз даних
- Інформація спільноти
- Доступ до інтернету
- Служба допомоги читачеві
- Програми для дітей, молоді та дорослих
- Доставка для читачів, які не можуть залишати свій дім
- Міжбібліотечне замовлення книг
- Доступні для завантаження електронні книги та аудіокниги

## Інші відділення

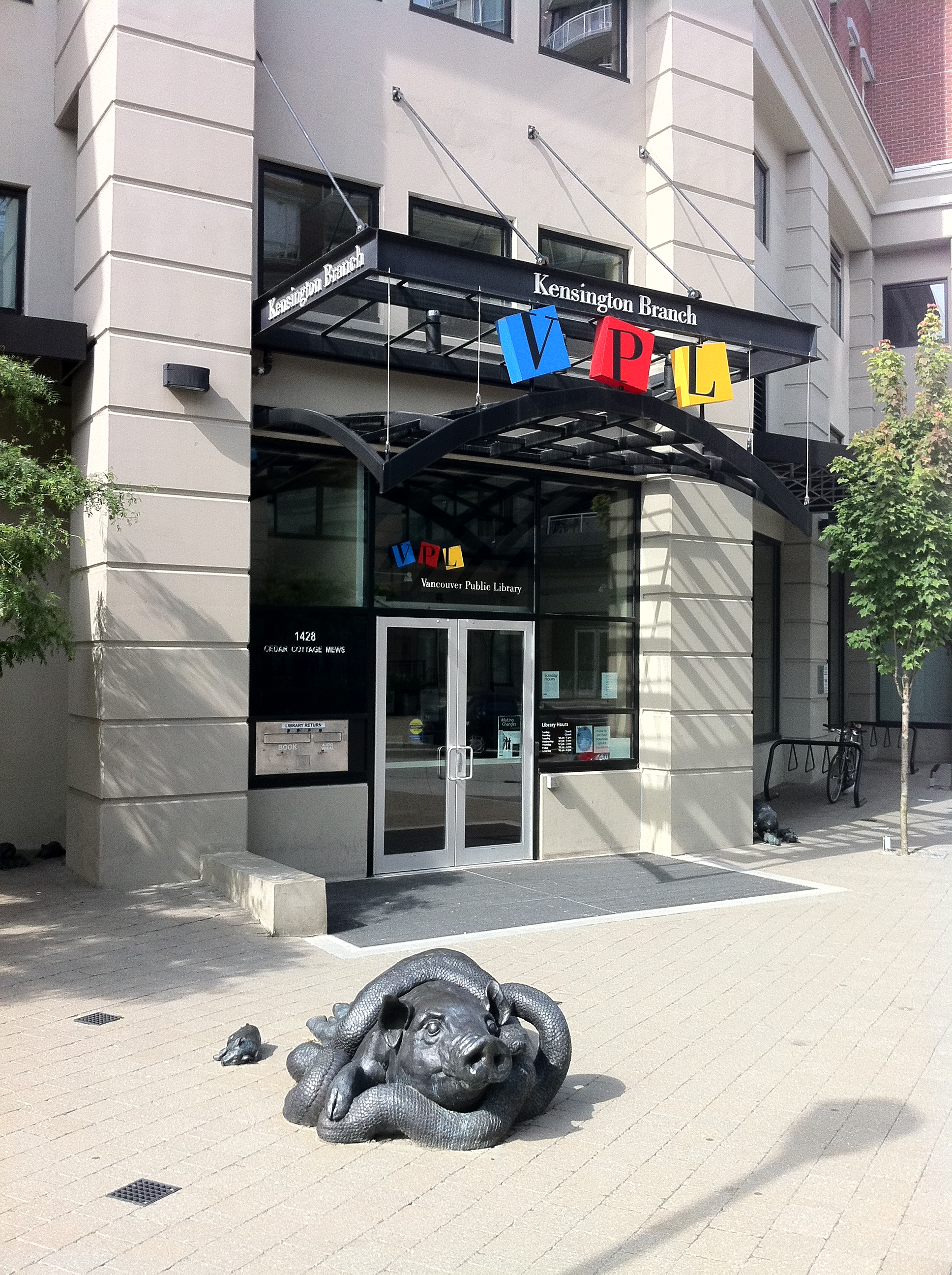
Вхід у відділення в Кенсінгтоні

Перша постійна філія бібліотеки була відкрита 1927 року в Кітсілано (4-а Вест-авеню, 2375). 1943 року відкрилося ще одне відділення, в Керрисдейлі (42-а авеню та Вест-бульвар). Після цього нові відділення стали з'являтися доволі часто; останнє відкрилося 2011 року (стан: 2017), отримавши ім'я Террі Салмана, голови ради директорів фонду бібліотеки.

### Колекції відділень
Приблизне число видань в кожному відділенні Ванкуверської бібліотеки:
1. Камера: 1,3 млн
2. Renfrew: 325 000
3. Маунт Плезант: 200 000
4. Кітсілано: 110 000
5. Оукридж: 82 000
6. Террі Салман: 81 000
7. Джо Фортс: 80 000
8. Данбар: 75,000
9. Гастінгс: 74,000
10. Британія: 70 000
11. Файрхолл: 60 000
12. Вест Пойнт Грей: 59 000
13. Кенсінгтон: 58 000
14. Шамплейн Гайтс: 51 000
15. Марпол: 60 000
16. Коллінгвуд: 50 000
17. Фрейзервью: 49 000
18. Керрисдейл: 48 000
19. Страткона: 47 000
20. Абонементний відділ: 37 000
21. Коллінгвуд: 29 000
22. Карнеґі: 11 000
23. Сауз Хілл: [невідомо]

## Бібліотека в кінематографі
- У фільмі «Шостий день» будівля центрального відділення Ванкуверської бібліотеки відіграє роль штабу компанії з клонування.
- У вестибюлі центрального відділення знімався фінал фільму «Імаджинаріум доктора Парнаса».
- У тому ж будинку знімалися деякі серії серіалів «Зоряний крейсер «Галактика» та Капріка».
- У тому ж будинку і поруч з ним знімалася одна з перестрілок у фільмі «Балістика: Екс проти Сівер».
- Ця сама будівля виступила в ролі музею у фільмі «Містер Магу».
- Ця сама будівляправила за штаб підрозділу «За гранню» в серіалі «Межа».
- На вулиці з північно-західної сторони Лайбрері-сквер знімалася одна зі сцен фільму «Отже, війна».